# Pompaż
Pompaż (pompowanie), niestateczna praca sprężarki – zjawisko przepływowe, które występuje w maszynach osiowych i promieniowych podczas pracy w punktach charakterystyki dławienia na lewo od ciśnienia maksymalnego.
Pompaż jest niepożądany, ponieważ w czasie jego trwania wytwarzają się silne drgania strug gazu przenoszone przez konstrukcję oraz duży hałas. 
Na charakterystyce pracy maszyny, temu odcinkowi krzywej dławienia odpowiada niska sprawność – maszyna nie może (nie powinna) pracować w tym zakresie, dlatego producenci maszyn umieszczają odpowiednie adnotacje w danych technicznych obiektu eksploatacji.
Pompaż w wentylatorach przebiega łagodniej, aniżeli w sprężarkach, co związane jest z mniejszą gęstością czynnika.